# Lesão

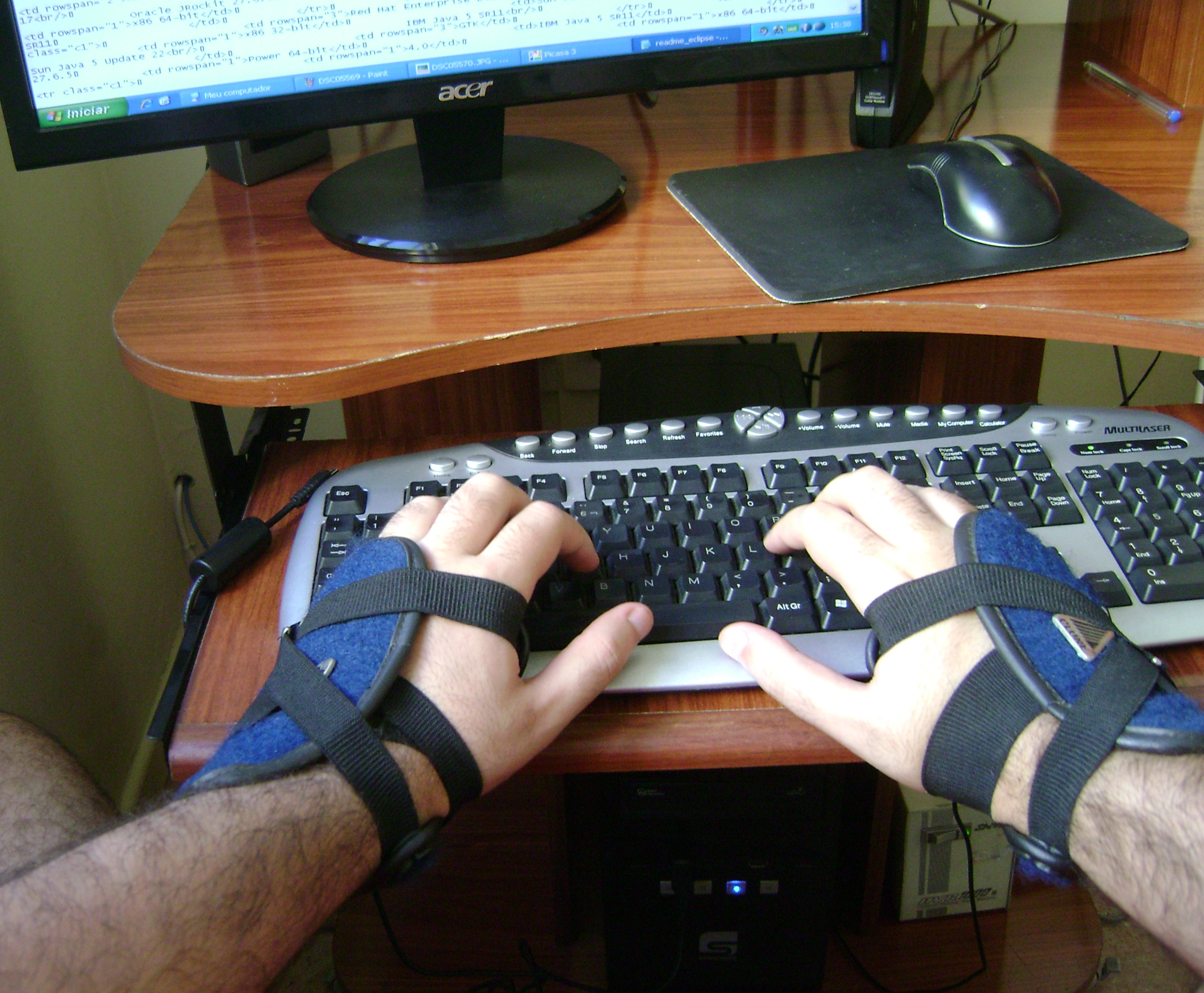
Luvas para digitação, com a intenção de se evitar lesão por esforço repetitivo (LER).

Em medicina, lesão é um termo não específico usado para descrever qualquer dano ou mudança anormal no tecido de um organismo vivo. Tais anomalias podem ser causadas por doenças, traumas ou simplesmente pela prática de esportes, por exemplo.
Lesão é derivado do latin laesĭo(ferimento).

## Causas
1. Hipóxia
2. Agentes físicos
3. Agentes químicos (terapêuticos ou não)
4. Agentes infecciosos
5. Reações imunológicas
6. Distúrbios genéticos
7. Distúrbios nutricionais

## Cura
Na cicatrização normal, as feridas progridem através de quatro fases sobrepostas: hemostasia, inflamação, proliferação e remodelação para restaurar a integridade epitelial. As feridas crônicas, no entanto, são freqüentemente interrompidas na fase inflamatória e são incapazes de passar para a fase de proliferação com regulação positiva simultânea da angiogênese e deposição da matriz.